# Andrea García
Andrea García Ampudia (8 de diciembre de 1975) es una actriz, conductora y modelo mexicana, hija del actor Andrés García con su segunda esposa Fernanda Ampudia.
Comenzó su carrera artística en el Centro de Educación Artística de Televisa. Ha modelado para las revistas Maxim, H para Hombres, y en el 2011 en desnudo integral para la revista H Extremo. En 2014 posó para la revista Playboy.

## Filmografía

### Telenovelas y series
- Lo que callamos las mujeres (2023) .... Michelle / Dora “Doris” Evion
- Rica, Famosa, Latina (2015-2017) .... Ella misma
- Triunfo del amor (2010-2011) .... Ofelia García
- Al diablo con los guapos (2007) .... Zulema
- Código postal (2006-2007) .... Ivette Fernández de Alba
- Mujer de madera (2004-2005).... Alicia
- Amor gitano (1999) .... Lucrecia
- Mujeres engañadas (1999)... Andrea
- La usurpadora (1998)... Celia Alonzo
- Esmeralda (1997) .... Paula
- Tú y yo (1996) .... Lucrecia (joven)

### Conducción
- TV de Noche (2007 – 12 de mayo de 2011)